# Nactus serpensinsula
Nactus serpensinsula је гмизавац из реда Squamata и фамилије Gekkonidae. 

## Угроженост
Ова врста се сматра рањивом у погледу угрожености врсте од изумирања.

## Распрострањење
Маурицијус је једино познато природно станиште врсте.

## Станиште
Врста Nactus serpensinsula има станиште на копну.